# SV Sodingen
Der Sport-Verein von 1912 Sodingen ist ein Fußballverein aus dem Herner Stadtteil Sodingen, der in den 1950er Jahren in der Oberliga West erstklassig spielte. Die Vereinsfarben sind Grün-Weiß. Er gehörte zu dieser Zeit (wie z. B. auch die SpVgg Erkenschwick, die Sportfreunde Katernberg oder die SpVgg Herten) zu den Bergarbeitervereinen, denen man nachsagte, beim reputierlichen DFB nicht sonderlich wohl gelitten zu sein.
Bis 1952 war die Glück-Auf-Kampfbahn die Spielstätte, die 1975 abgerissen wurde, weil sie einer Umgehungsstraße weichen musste. Seit 1952 trägt der Verein die Heimspiele im Glück-Auf-Stadion aus, das anlässlich des damaligen Oberligaaufstiegs neu errichtet worden war. 2021 erfolgte die Umbenennung des Stadions zu Ehren des langjährigen Vereinsvorsitzenden in Dr.-Jovanovic-Glück-Auf-Stadion. Seit dem Abstieg in der Saison 2024/25 aus der sechstklassigen Westfalenliga spielt der Verein seitdem in der Landesliga Westfalen. 

## Geschichte

### Entstehung
Gegründet wurde der Verein am 14. September 1912 in dem Bergbaustädtchen Sodingen, das 1928 nach Herne eingemeindet wurde. 1913 wurde der SV Sodingen in den DFB aufgenommen und nahm an den Meisterschaftsspielen im Bezirk Bochum-Gelsenkirchen teil. Gleich im ersten Spiel schlug man den VfL Bochum (damals TV Bochum) mit 3:0. 1922 wurde der SVS Meister der B-Klasse, nachdem der Verein 63 Siege in Folge erzielte. Aufgrund einer Spielklassenreform verblieb der Verein jedoch in der B-Klasse. 1937 – zum 25-jährigen Jubiläum – spielte der Verein in der 1. Kreisklasse. Die erfolgreiche Jugendarbeit der 1930er Jahre ermöglichte dem SVS aber den sportlichen Aufstieg nach dem Zweiten Weltkrieg.

## Die „große Zeit“

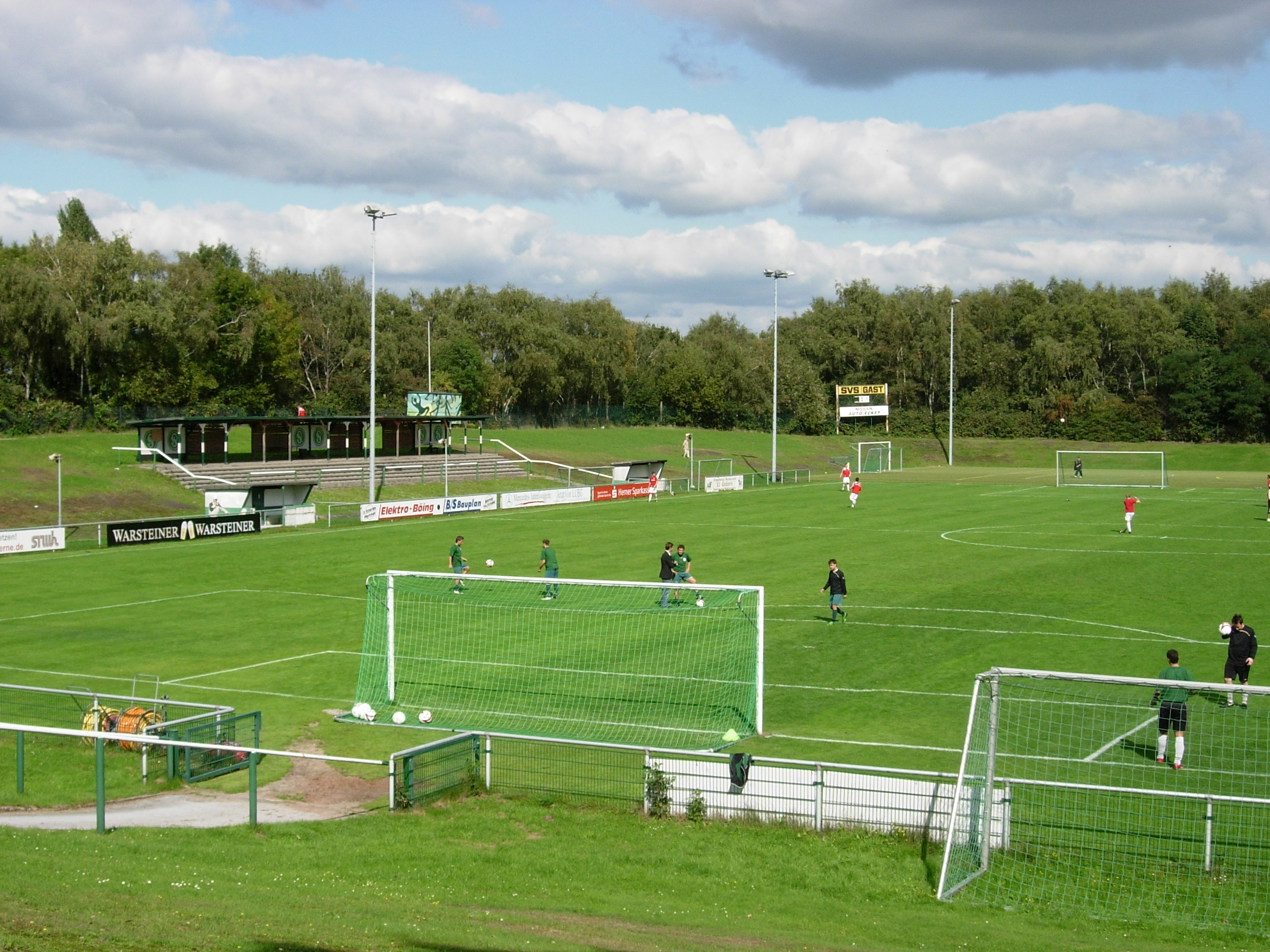
Dr.-Jovanovic-Glück-Auf-Stadion

1941 gelang dem SV Sodingen der Aufstieg in die Bezirksklasse. 1947 wurde der SVS Meister der Bezirksklasse, aber der Aufstieg in die Landesliga misslang, weil man in der Aufstiegsrunde unter anderem gegen den SC Hörde patzte. Doch 1949 gelang der Aufstieg in die Landesliga, der damals höchsten Amateurliga. 1950 wurde der Verein Vizemeister der Landesliga und stieg in die 2.Liga West auf, wodurch in Sodingen die Vertragsspielerzeit begann. 1952 gelang zum vierzigjährigen Bestehen der Aufstieg in die Oberliga West – der SVS befand sich plötzlich in der höchsten Spielklasse. Siegfried Geesmann, Alfred Schmidt, „Hännes“ Adamik, und Leo Konopczynski waren die Leistungsträger dieser Mannschaft und seit 1949 an jedem Aufstieg beteiligt. Dieser steile Aufstieg brachte dem Verein die Bezeichnung „Komet des Westens“  ein. Dieser an die frühere Schalker Entwicklung erinnernde Aufstieg trug ebenso dazu bei, dass der Verein nicht nur im Ruhrgebiet außerordentlich beliebt wurde, wie die Tatsache, dass sich hier ein „David“ anschickte, nach den Sternen zu greifen. Praktisch sämtliche Spieler arbeiteten auf der Zeche Mont Cenis und stammten ausnahmslos aus der näheren Umgebung. Auch die Konkurrenz zum „bürgerlichen“ Lokalrivalen Westfalia Herne nährte das Bild vom „Sodinger Underdog“ – und zumindest in den 1950er Jahren hatte dieser auch tatsächlich die Nase vorn. Die Mannschaft spielte einen kompromisslosen Kick-and-Rush-Stil, gepaart mit unbedingtem Einsatzwillen aller Akteure, verfügte dabei durchaus über technische Qualitäten, was den Bundestrainer Sepp Herberger zu der Aussage veranlasst haben soll, Sodingen sei „die einzige deutsche Elf, die englisch spielt“.
Am Ende der Saison 1954/55 belegten die Schützlinge von Trainer Ludwig Tretter den 2. Platz in der Oberliga West und qualifizierten sich damit für die Endrunde der Deutschen Meisterschaft, wo sie zunächst den SSV Reutlingen 05 in einem Ausscheidungsspiel mit 3:0 besiegten und dann in den Gruppenspielen auf den 1. FC Kaiserslautern, den Hamburger SV und den zweifachen Deutschen Meister Viktoria 89 Berlin trafen. Die einzige Niederlage wurde am ersten Spieltag gegen Hamburg durch ein Tor von Günter Schlegel besiegelt. Das 1:1 beim Rückspiel, bei dem Uwe Seeler die Hamburger in Führung brachte und Willi Demski den Ausgleich erzielte, sorgte mit dafür, dass nicht Hamburg, sondern Kaiserslautern in das Endspiel der Deutschen Meisterschaft einzog.
Die Ergebnisse dieser Spiele:
- gegen Kaiserslautern 2:2 und 2:2
- gegen Hamburg 0:1 und 1:1
- gegen Berlin 5:1 und 3:2

Ehrentafel der Mannschaft von 1954/55

Insbesondere das Heimspiel gegen die mit all ihren „Berner Weltmeistern“ antretenden Lauterer am 22. Mai 1955 zeigt, wie stark die Unterstützung für diesen Stadtteilverein war – auch wenn Sodingen von Ortsfremden gelegentlich mit Solingen verwechselt wurde und noch heute wird. Wegen des erwarteten Besucheransturms war das Heimspiel in die Schalker Glückauf-Kampfbahn verlegt worden, wo es schon Stunden vor Spielbeginn zu chaotischen Zuständen kam, weil etwa 80.000 Menschen in das nur 40.000 Plätze bietende Stadion drängten. Am Ende waren es etwa 55.000, die Einlass gefunden hatten, und das Spiel musste mehrfach unterbrochen werden, weil die Zuschauermassen meterweit auf dem Spielfeld standen.
Der Kicker schrieb anschließend: „Wir sahen heute eines der packendsten und schönsten Spiele seit langem, würdig einem Endspiel. Ohne Fritz Walters Spielgenie wäre Lautern von den Sturmfluten der offensiven Westfalenelf überwältigt worden.“ Nach Abschluss der Runde war Sodingen mit 7:5 Punkten hinter dem 1. FCK (9:3) und dem HSV (8:4) achtbarer Gruppendritter geworden. In der Folgesaison erreichte der SV Sodingen, der auch mehrere Nationalspieler in seinen Reihen hatte, nochmals einen einstelligen Tabellenplatz.
In dieser Zeit war Sodingen auch die erste westdeutsche Mannschaft, die nach dem Krieg in der DDR zu Freundschaftsspielen in Magdeburg, Babelsberg und Eberswalde antrat. Daneben gab es Spiele in Tunis, Enschede und Eindhoven. Der SV Sodingen gastiert auch zu einem torlosen Freundschaftsspiel gegen FC Everton im Goodison Park und empfang Sheffield United im heimischen Glück-Auf-Stadion.
1956/57 entging man dem Abstieg nur knapp: wegen unerlaubter Bargeldzahlungen an die Spieler wurden dem SV Sodingen sechs Punkte abgezogen. Der Verein hatte seinen Zenit überschritten und jedes Jahr verließen Leistungsträger den Verein. Bis 1962 gelang es dem SVS noch, sich mit Talenten aus der eigenen Jugend im Vertragsspielerfußball zu halten, aber auf Dauer war die Mannschaft in der höchsten Spielklasse nicht mehr konkurrenzfähig.

### Von 1962 bis 1987: Absturz und Neubeginn
Dem Abstieg aus der Oberliga 1962 folgte ein Jahr später auch der Fall in die Verbandsliga, da sich der SVS als Neunter der Zweiten Liga West nicht für die (nach Gründung der Bundesliga) neugeschaffene Regionalliga West qualifizierte. Ein Jahr später, 1964, bedeutete die 4:5-Niederlage beim VfL Hörde auch den Sturz aus der Verbands- in die Landesliga. Hintergrund dieses sportlichen Abgesangs war die aufkommende Kommerzialisierung des Fußballs einerseits, in dem Vereinswechsel erleichtert und guten Spielern höhere Summen gezahlt wurden sowie die Krise des Bergbaus andererseits. Der Niedergang des Vereins ging einher mit dem der heimischen Zeche Mont Centis, die zunächst 1967 und 1973 mit benachbarten Zechen zusammengelegt und 1978 stillgelegt wurde. Sie konnte daher den SVS nicht mehr unterstützen und der Verein hatte kein Geld, um gute Spieler zu holen bzw. zu halten.
Dem Abstieg in die Bezirksliga 1967 wäre um ein Haar sogar der Sturz in die Kreisliga 1973 gefolgt – erst in einer Abstiegsrunde gegen Westfalia Gelsenkirchen (2:2) und Union Günnigfeld (3:1) konnten die Grün-Weißen sich retten. In den Folgejahren gehörte Sodingen wieder zu den Spitzenteams der Bezirksliga, schaffte aber erst 1981 die Rückkehr in die Landesliga durch ein 3:0 über TuS Eving-Lindenhorst. Zwei Jahre später scheiterte der Verbandsliga-Aufstieg gegen die Amateure von Borussia Dortmund: Das Entscheidungsspiel in Bochum-Langendreer vor 5000 Zuschauern ging 0:2 verloren. Zwei Jahre später aber gelang der Aufstieg zur Verbandsliga in einem engen Kopf-an-Kopf-Rennen gegen den Lokalrivalen VfB Börnig. In dieser Verbandsliga ist Sodingen (abzüglich einiger Jahre in der Landesliga) bis heute aktiv.

### Seit 1987
Zum Saisonbeginn 1987/88 startete der SV Sodingen mit einer neuformierten Mannschaft, die überwiegend aus jungen Spielern bestand. Nach dem Verbandsligaaufstieg 1985 hatte sich der Verein in der ersten Saison im oberen Tabellendrittel platziert. Zur Saison 1986/87 peilte der SVS sogar den Aufstieg in die Oberliga an und verpflichtete unter anderem den ehemaligen Zweitligaspieler Eckehard Eigenwillig. Trotz der Verstärkung mit Spielern, die bereits höherklassig gespielt hatten, konnte dieses Vorhaben nicht realisiert werden.
Anfang der 1990er Jahre war der SV Sodingen fester Bestandteil der Verbandsliga geworden. Mit dem ehemaligen Profi Frank Benatelli als Trainer gelang dem Verein stets eine Platzierung im gesicherten Mittelfeld. Nach dessen Weggang holte der SV Sodingen zur Saison 1997/98 Hans Werner Moser als neuen Trainer. Die mit den ehemaligen Bundesligaspielern Eduard Buckmaier und Harald Kügler neuformierte Mannschaft hatte jedoch keinen Erfolg, so dass der Verein 1998 nach 13 Jahren aus der Verbandsliga abstieg. Der direkte Wiederaufstieg mit neuem Trainer ein Jahr später misslang, weil der VfB Westhofen, der sich mit Spielern aus höherklassigen Ligen verstärkt hatte, sich als überlegener Konkurrent erwies. Der SVS wurde nur Zweiter.
2002 gelang der Wiederaufstieg in die Verbandsliga, aber trotz der Neuverpflichtung einiger, routinierter Spieler – darunter den ehemaligen Jugend- und Zweitligaspieler Christos Orkas konnte der Abstieg ein Jahr später nicht verhindert werden.
Nach dem Wiederaufstieg 2004 fand am ersten Spieltag das Lokalderby gegen Westfalia Herne statt, das 2:2 endete. Nach dem erneuten Abstieg holte der SVS zur Landesligasaison 2007/08 den Bundesligaprofi Michael Esser vom damaligen Bezirksligisten SV Wacker Obercastrop als neuen Stammtorhüter. Nach einer überragenden Saison wechselte Michael Esser ein Jahr später zum VfL Bochum.
2012 erschien zum hundertjährigen Bestehen das Buch.Der Komet des Westens – Die Geschichte des SV Sodingen, das von Ralf Piorr herausgegeben wurde. Dettmar Cramer, der den SVS aus seiner Zeit als Trainer des Westdeutschen Fußballverbandes bestens kannte, schrieb darin als Gastautor : „Der SV Sodingen ist der letzte Kumpelverein, der es fast bis zur Deutschen Meisterschaft gebracht hat. Dieser Mythos ist eingetragen in das Goldene Buch des deutschen Fußball und damit unvergänglich, solange der Ball rollt“. Die gelungene Jubiläumsfeier fand unter großer Resonanz der Bevölkerung und Medien in der Akademie Mont-Cenis in Sodingen statt, an der unter anderem die ehemaligen Spieler Harry Linka und Lothar Hensel teilnahmen. Gast der Feier war auch Hans Tilkowski, ehemaliger Nationaltorwart des SC Westfalia Herne zu Zeiten der Fußball-Oberliga West, der in zahlreichen Lokalderbys gegen den SV Sodingen gespielt hatte.
Nach mehreren vergeblichen Anläufen bis 2018, in denen der Verein den Aufstieg immer knapp verpasst hatte, eroberte der SV Sodingen 2019 nach sechs Siegen in Folge am letzten Spieltag die Tabellenspitze, wurde damit Meister der Landesliga und stieg wieder in die Westfalenliga auf. In der Saison 2020/21 holte der Verein in 7 Spielen 5 Siege und stand zeitweise an der Tabellenspitze, bis die Saison eben nach sieben Spieltagen infolge der Corona-Krise vorzeitig beendet wurde. In der Saison 2021/22 lag nach einer starken Hinrunde Platz 2 in Reichweite, der zu Relegationsspielen um den Aufstieg in die Oberliga berechtigt hätte. Nach einer verletzungsbedingten Niederlagenserie in der Rückrunde musste sich der SVS mit dem Erreichen von Platz 12 zufriedengeben. Die Saison 2022/23 beendete der SV Sodingen als bester Herner Verein auf Platz 7. Alle vier Lokalderbys gegen Westfalia Herne und DSC Wanne-Eickel konnte man für sich entscheiden. Westfalia Herne stieg als Tabellenletzter in die Landesliga ab und der DSC Wanne-Eickel konnte erst am letzten Spieltag den Abstieg mit einem Sieg verhindern und belegte Platz 13. Im April 2024 wurde Benjamin Adamik, der Enkel von Hännes Adamik, zum neuen Vorsitzenden des Vereins gewählt. Zum Saisonende 2023/24 belegte der SVS den 10. Platz. In einer Saison, in der sich die Hälfte der Vereine im Abstiegskampf befand, konnte der SV Sodingen am vorletzten Spieltag im Derbysieg beim Lokalrivalen SpVgg Horsthausen den Klassenerhalt perfekt machen. Nach dem schlechten Start zu Beginn der Saison 2024/2025 übernahm Ende Oktober 2024 der ehemalige Bundesligaprofi Christian Schreier den Trainerposten. Im April 2025 verkündete der Verein, dass Christian Schreier ab der Saison 2025/2026 der neue Sportliche Leiter wird und Christian Knappmann die Nachfolge als Trainer antritt.

## Ligazugehörigkeit

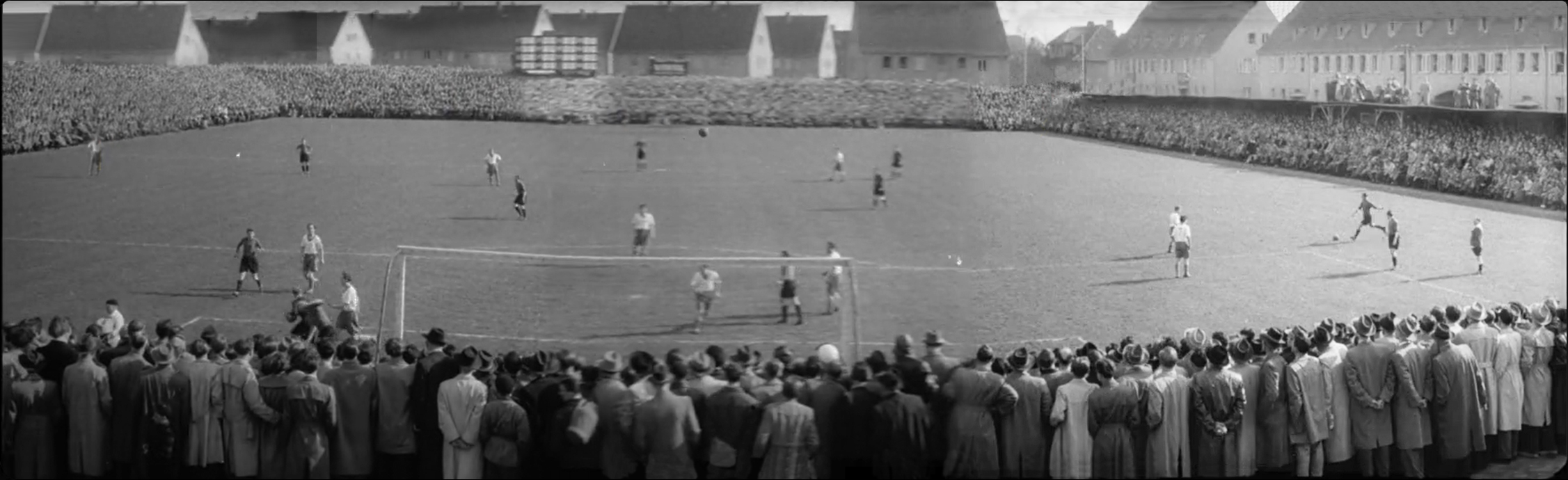
1955: Oberliga-Gastspiel im alten Leverkusener Stadion am Stadtpark

In der höchsten Spielklasse, der Oberliga West, spielte der SV Sodingen 9 Jahre, und zwar:
- 1952–1959 (Plätze: 11, 14, 2, 9, 14, 13, 15)
- 1960–1962 (Plätze 14 und 15)

In der 2. Liga West war der Klub von 1950 bis 1952, 1959/60 und 1962/63 vertreten. Seither spielte der Verein nur noch im Amateurbereich.

## Die Stadien des SV Sodingen
Von 1953 bis Mitte der 1970er Jahre war der SVS im Westen von Sodingen zuhause. Die „Glück-Auf-Kampfbahn“ (nicht mit dem gleichnamigen Stadion von Schalke 04 zu verwechseln) befand sich inmitten der Zechenkolonie von Mont-Cenis an der Mont-Cenis-Straße, Ecke Liebigstraße; es war ein schwarzer Schlacke-Platz mit Stehwällen ringsum – für seine Atmosphäre gefürchtet. Nach dem Bau des Glück-Auf-Stadions diente die „Kampfbahn“ als Trainings- und Jugendplatz, verfiel allmählich und wurde Mitte der 1970er Jahre für den Bau der Umgehungsstraße („Sodinger Straße“) abgerissen. Auf ihrem Gelände befindet sich heute ein Kindergarten.
Das Glück-Auf-Stadion entstand 1952 im Osten von Sodingen im Schatten der Schachtanlage Mon-Cenis 3/4. Ihr Bau wurde nötig mit dem Aufstieg zur Oberliga West, da der DFB für Erstliga-Spiele einen Rasenplatz verlangte und die „Kampfbahn“ aus schwarzer Schlacke bestand. Das Stadion wurde als Erdstadion angelegt, mit rundum führenden Wällen und Sitzbänken auf der Südseite. Es besteht im Grunde bis heute, auch wenn der alte Rasen inzwischen einem Kunstrasen mit Kleinspielfeld gewichen ist und auf der Nordseite eine überdachte Tribüne besteht. Der Eingang zum Stadion hieß lange Zeit „Am Holzplatz“ (nach dem Lagerplatz für Grubenholz), seit 2015 heißt er „Hännes-Adamik-Straße“.

## Die Jugendabteilung des SV Sodingen
Viele Erfolge hat der SV Sodingen auch seiner guten Jugendarbeit zu verdanken. Die Aufstiege ab 1941 gelang mit Talenten aus der Jugendabteilung. Nachdem viele Leistungsträger nach 1955 den Verein verlassen hatten, schaffte der SVS bis 1962 den Verbleib im Vertragsspielerfußball mit eigenen Jugendspielern. Hierzu zählten Siegfried Grams und die Zwillingsbrüder Gerd und Lothar Hensel. Lothar Hensel wurde dreimal in die Juniorennationalmannschaft berufen und war dabei Teamkollege von Wolfgang Overath und Sepp Maier. Der ehemaligen Zweitligaspieler Christos Orkas  durchlief alle Jugendmannschaften des SVS, wurde dann in die 1. Mannschaft übernommen, die damals in der Landesliga spielte, bevor er zwei Jahre später zu SC Fortuna Köln wechselte. Weitere Jugendspieler des Vereins, die sogar den Sprung in die 1. Bundesliga schafften, waren Bernd Thiele und Roland Kosien. Der Aufstieg 1981 in die Landesliga gelang ebenfalls mit ehemaligen Jugendspielern. Bis 1980 fungierte Hännes Adamik noch als Jugendtrainer beim Verein. Bis in die 1990er Jahre schafften zahlreiche Jugendspieler den Sprung in die 1. Mannschaft und wurden Stammspieler. 1998 wurde die A-Jugend des SV Sodingen Vizemeister in der Verbandsliga Westfalen, die damals die zweithöchste Spielklasse in diesem Jugendbereich darstellte. Bis vor einigen Jahren war die Jugendabteilung mit zahlreichen Kreismeisterschaften und Kreispokalsiegen nach Westfalia Herne und dem DSC Wanne-Eickel die drittstärkste Kraft im Herner Jugendfußball. Der im April 2024 neugewählte Vorstand hat es sich auch zur Aufgabe gemacht, die Jugendabteilung neu aufzubauen.

## Der SV Sodingen als Turnierveranstalter
Seit 1989 veranstaltet der Verein am ersten Januarwochenende die inoffizielle Herner Stadtmeisterschaft im Hallenfußball, das „Alfred-Schmidt-Gedächtnisturnier“. 16 Fußballvereine aus Herne kämpfen an 2 Tagen um den Pokal, der an den langjährigen Torhüter der Oberligamannschaft erinnern soll. Der SV Sodingen konnte den Pokal dreimal gewinnen, zuletzt 2024. Die meisten Turniersiege holte Westfalia Herne.
Regionale Bedeutung im Ruhrgebiet hat der Cranger-Kirmes-Cup, ein Einladungsturnier, das der SVS seit dem Jahr 2000 ausrichtet. Acht Fußballvereine aus dem Amateurbereich, die mindestens in der Bezirksliga spielen, nehmen von Mitte bis Ende Juli an diesem Turnier teil. Alle Spiele werden im Dr.-Jovanovic-Glückauf-Stadion ausgetragen. Das Endspiel findet am letzten Sonntag im Juli statt. Regelmäßige Teilnehmer sind SpVgg Erkenschwick, DSC Wanne-Eickel, TuS Ennepetal und SV Wanne 11. Erkenschwick gewann den Wettbewerb fünfmal, Wattenscheid 09 und Westfalia Herne jeweils viermal; der SV Sodingen hingegen fehlt bisher auf der Siegerliste.

## Für den Verein wesentliche Spieler
- „Hännes“ Adamik (1925–2005)
- Siegfried Geesmann (1926–2010)

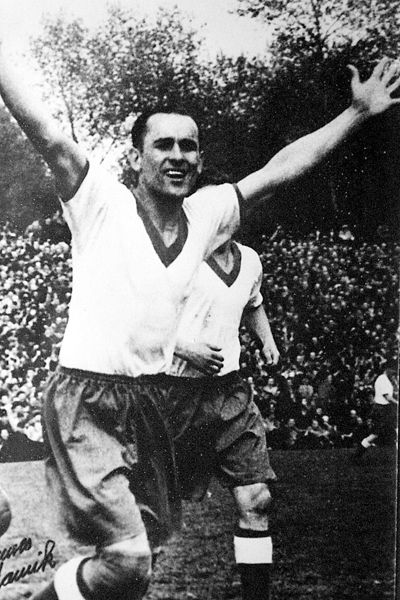
„Hännes“ Adamik beim Torjubel

- Hans Cieslarczyk (1937–2020), 5 A-Länderspiele (1957 und 1958; 3 Tore) für Sodingen; WM-Teilnehmer 1958, danach bei Borussia Dortmund
- Willi Demski (1929–2012), 1 B-Länderspiel (1955)
- „Gerdi“ Harpers (1928–2016), 6 A- und 4 B-Länderspiele (1952–1956)
- Leo Konopczynski (1927–2003), 2 B-Länderspiele (1956 und 1957)
- Josef Marx (1934–2008), 1 A-Länderspiel (1960; 1 Tor)
- Alfons Nowak
- Günter Sawitzki (1932–2020), 2 A- und 1 B-Länderspiel (1956) für Sodingen, danach beim VfB Stuttgart, WM-Teilnehmer 1958
- Harry Linka (1930–2017)
- Alfred Schmidt (1929–2017), langjähriger Torhüter der Oberligamannschaft
- Karl-Heinz Edler
- Franz Wächter
- Franz Farke
- Horst Wenker
- Gerd Hensel (1942–2022), Zwillingsbruder von Lothar
- Lothar Hensel (1942–2013), 3 Länderspiele für die DFB-Jugendauswahl „A“ 1961
- Siegfried Grams (1942–2014)
- Bernd Thiele (1956–2017)
- Christos Orkas
- Michael Esser